# Hercule (Michel-Ange)
Pour les articles homonymes, voir Hercule (homonymie).
Hercule est une sculpture de Michel-Ange, sa première sculpture de grand format, qu'il réalise à l'âge de 18 ans vers 1492-1493 à Florence. La statue de marbre blanc représentait Hercule, debout, tenant une massue. D'abord acquise par des collectionneurs italiens, la statue rejoint les collections du roi de France dans la première moitié du XVIe siècle. Elle est longtemps exposée dans un jardins du château de Fontainebleau, avant de disparaître mystérieusement au début du XVIIIe siècle à l'occasion d'une restructuration des jardins du château. L’œuvre est considérée comme perdue, même si certains spécialistes croient à sa possible redécouverte.

## Création et réalisation de l’œuvre
Vasari et Condivi racontent de la même façon la conception de la statue, : Michel-Ange n'a que 17 ans lorsque son protecteur Laurent de Médicis meurt le 8 avril 1492. Il rentre alors dans la maison de son père. Ce retour semble un moment difficile de la vie du jeune sculpteur,.
Lui qui n'avait réalisé jusqu'alors réalisé que des pièces de format modeste décide d'acheter un grand bloc de marbre et se lance dans la réalisation d'une grande sculpture en pied. Il semble décider ce projet sans commande particulière, sans doute pour attirer l'attention d'un riche amateur florentin.
Le choix du sujet est peut-être une représentation patriotique florentine, Hercule étant considérée depuis le XIIIe siècle comme un protecteur de la ville. Il est possible également qu'Hercule renvoie à la figure perdue de Laurent de Médicis. Les deux hypothèses ne s'excluent d'ailleurs pas l'une l'autre.

## Aspect de la statue
Le résultat est une grande statue de marbre blanc représentant un Hercule en pied, de quatre brasses florentines de haut,,. La brasse de Florence ayant 59 cm de long, la taille de la statue est donc de 236 cm. Par ailleurs 4 brasses est la mesure même que Michel-Ange, dans une lettre de 1518, donne pour un des prisonniers (aujourd'hui les Esclaves du Louvre) du tombeau de Jules II. L'Esclave mourant mesure 228 cm et l'Esclave rebelle 209 cm. Une descriptions datant de 1707 rapporte une « une figure de marbre blanc de six pieds, dix pouces », soit 221 cm. L'Hercule est donc une grande statue de plus de 2 mètres de haut.
L'aspect exact reste discuté pour cette statue dont la trace est perdue depuis plus de trois siècles. Une des dernières descriptions datant de 1707 rapporte un « Hercule qui tient dans sa main droite une massue, ayant la main gauche appuyée sur la hanche et l'épaule et le bras couverte d'une peau de lion dont la chute depuis la main jusqu'aux pieds est de bronze avec le bout d'en bas de la massue. »
Une gravure réalisée par Israel Silvestre en 1649 montre une statue au centre du jardin de l'étang où était exposée la statue. Elle est malheureusement assez peu détaillée et la montre de dos, faisant face au château,. Elle est généralement acceptée comme la seule représentation in situ de la statue de Michel-Ange.
Le spécialiste de Michel-Ange, Charles de Tolnay, propose en 1962 qu'un dessin de Rubens conservé au Louvre soit une représentation de l'Hercule de Michel-Ange. Le même auteur associe également à la même statue une maquette en terre cuite conservée à la Casa Buonarroti, habituellement considérée comme une étude du David mais cette interprétation a été depuis contestée. Une autre œuvre, un petit Hercule en bronze du Victoria and Albert Museum, a été identifiée par Paul Joannides (en) comme une possible copie de la statue originale. L'aspect général de la pose d'Hercule pourrait provenir d'un modèle antique.

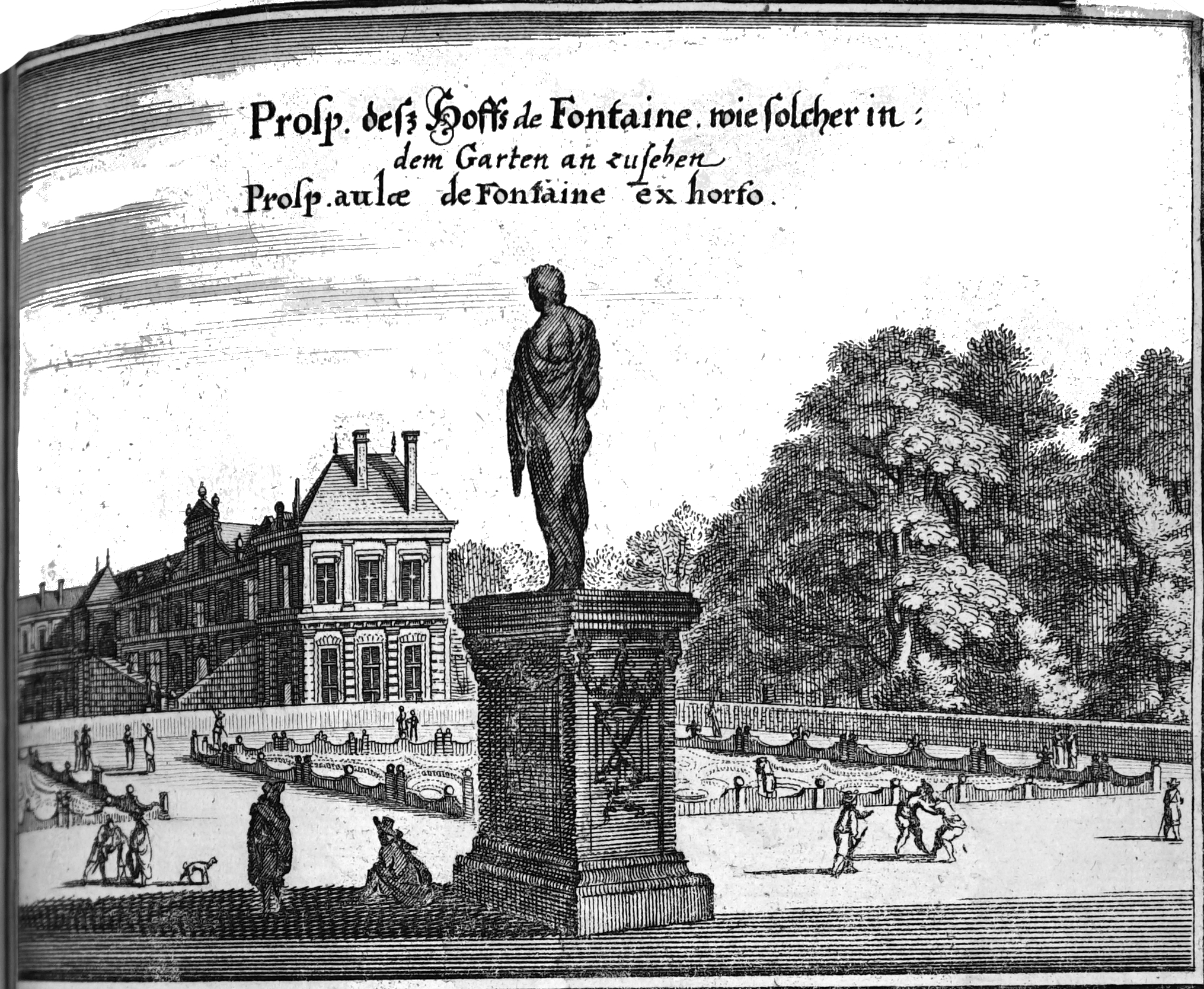
Gravure de 1657, d'après celle d'Israël Silvestre de 1649 montrant la statue, de dos, dans le jardin de l'étang.
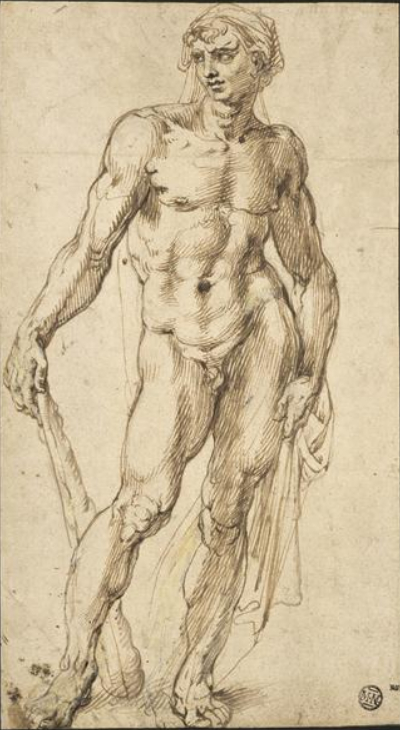
dessin de Rubens, pouvant représenter l'Hercule de Michel-Ange.
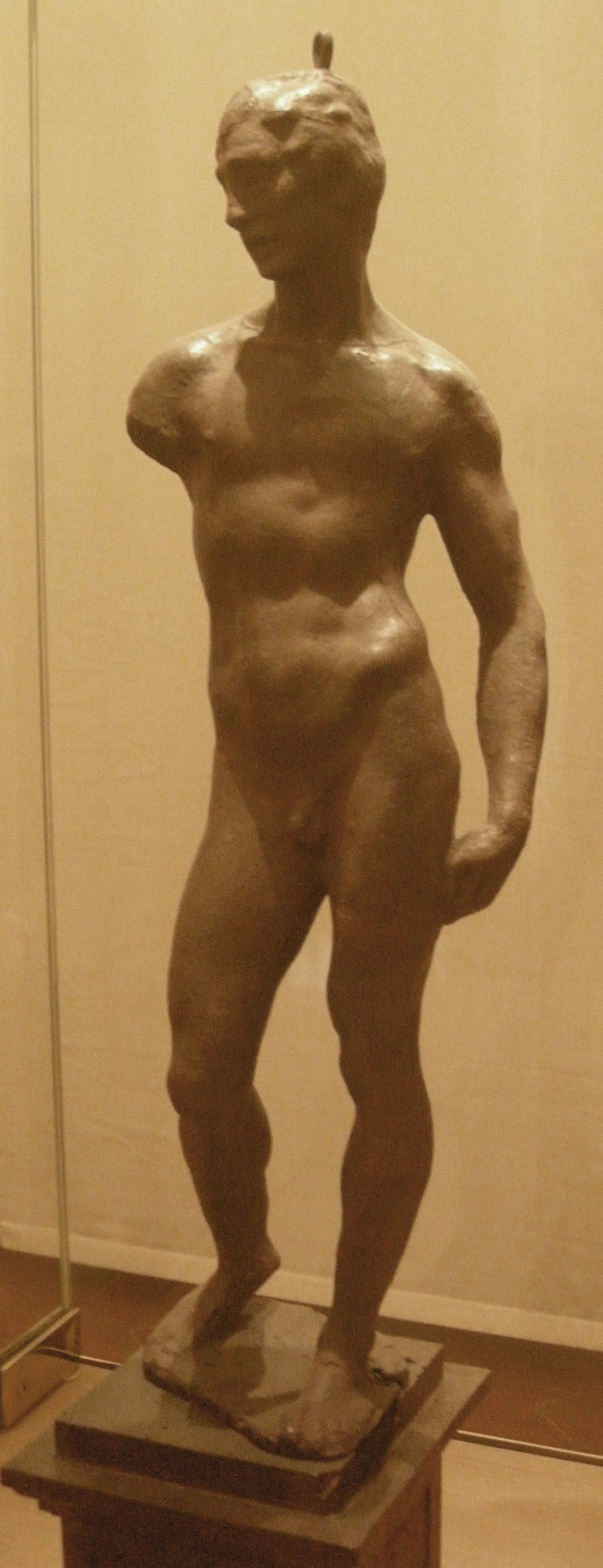
maquette de terre cuite de la Casa Buonarroti, proposée comme une étude de l'Hercule.

## Parcours de la statue

### La statue en Italie
Les premiers propriétaires connus de la statue sont la riche et influente famille Strozzi, ennemis jurés de la famille Médicis. L’œuvre est exposée dans leur palais pendant plusieurs années, sans qu'un propriétaire antérieur puisse être exclu.

### L'arrivée de la statue en France
Vasari raconte que la statue est ensuite vendue en 1529, probablement par Philippe Strozzi le Jeune,, à Giovanni Battista Della Palla (it), pourvoyeur attitré du roi de France François Ier. Si cette version est en général acceptée, il a été discuté de savoir si François Ier a bien vu la statue dans ses collections. En effet, le père Dan en 1642 écrit que la statue a bien été acquise par Della Palla (mort en prison en 1532) mais qu'elle a été présentée au roi de France Henri II (qui monte sur le trône en 1547). Il peut s'agir d'une erreur du chroniqueur, ou d'une arrivée tardive de la statue après 1547. L'acquisition par Henri II est également retenue par l'abbé Guilbert.

### Au château de Fontainebleau, dans la cour de la fontaine

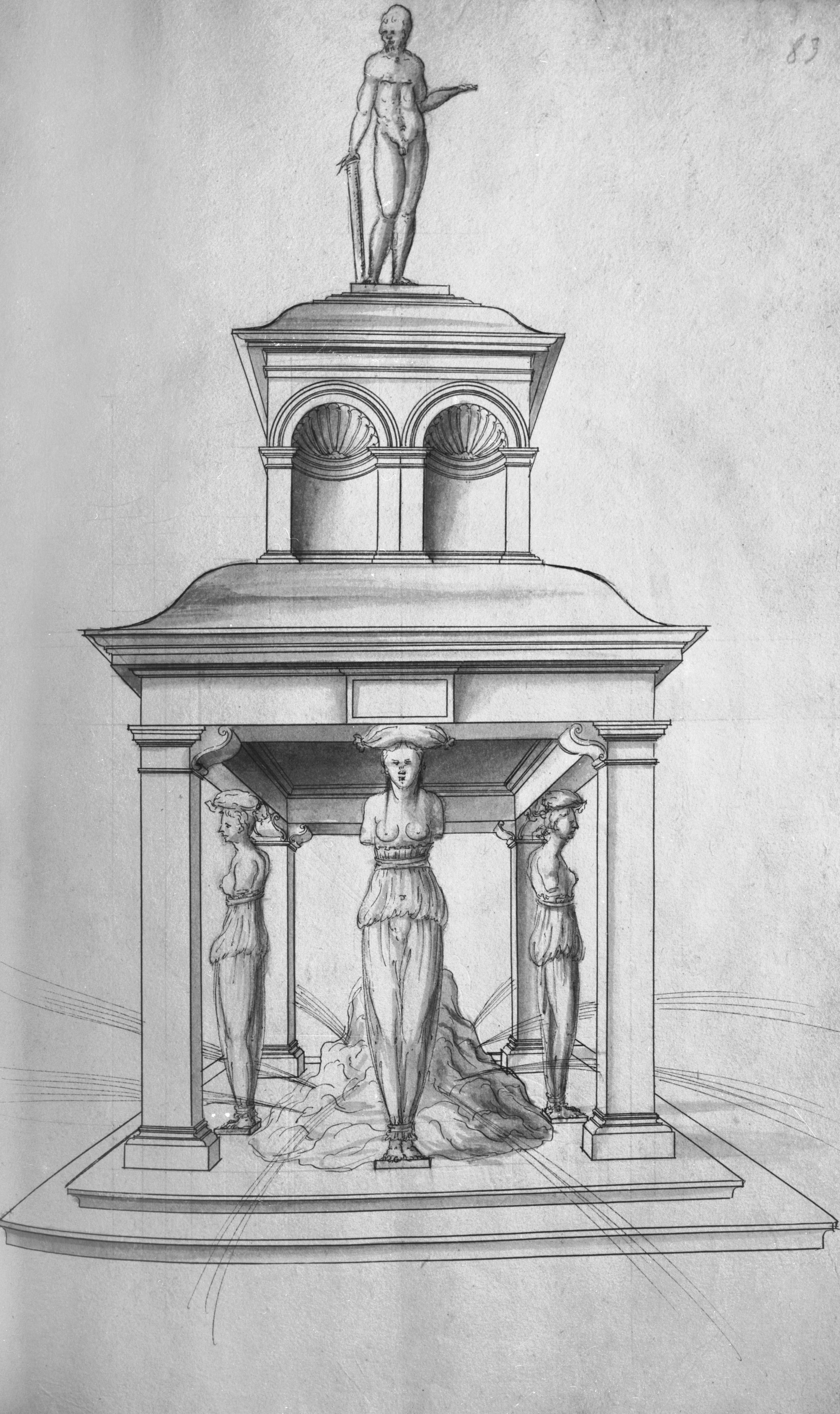
Dessin de la fontaine, par Jacques Androuet du Cerceau, peut-être d'après le Primatice, vers I555-6o

La statue est installée au château de Fontainebleau. Il est le plus souvent admis qu'elle est d'abord placée au sommet d'une grande fontaine élevée en 1541 ou plus probablement en 1543, et située dans la cour de la fontaine par François Ier en 1528. La fontaine, dessinée par Primatice, possède en effet une statue d'Hercule en marbre blanc à son sommet, mais son identification avec la statue de Michel-Ange est débattue. En effet, dans l'hypothèse d'une arrivée tardive en France, la statue de la fontaine pourrait être un autre Hercule de marbre. Il est rapporté plus loin un indice en ce sens.. L'aspect de la fontaine est connue par une gravure de Jacques Ier Androuet du Cerceau sur un dessin attribué au Primatice mais la statue du sommet est simplement ébauchée.
Les comptes de la maison du roi pour la période 1540-1550, rapportent plusieurs factures concernant l'entretien d'une statue d'Hercule de la fontaine, sans que Michel-Ange soit cité comme auteur, :

« À Claude Luxembourg, paintre doreur, pour avoir vacqué tant à dorer et estoffer ledit Herculez de marbre blanc estant sur ledit piédestail au dessus dudit de ladite fontaine [...]

Audit Primadicis de Boullongne (Le Primatice), pour avoir vacqué à la conduitte et fait desdits patrons et ouvrages de painture, piedestail et accoustrement dudit Hercules et coullonnes de grez en façon de Thermes à mode antique pour ledit peron de ladite fontaine, à raison de 25 liv. par mois [...]

A Anthoine Morisseau, serrurier, la somme de 66 liv. 12 s. pour ouvrages de serrurerie qu'il a faits pour servir aux imagers et paintres qui ont travaillez à faire les grandes coullonnes de pierre de taille de grez dure à personnages en façon de termes à mode antique, pour servir et ayder à porter le peron sur lequel est le grand Hercules de marbre blanc, au dessus de la fontaine estant en la première court dudit chasteau comme pour servir à soustenir et entretenir les mousles pour la fonte des figures et choses antiques venues de Rome pour le Roy, en sondit chasteau de Fontainebleau. »

L'aspect de la fontaine est en partie connue par un fragment d'une caryatide de la fontaine, identifiée récemment dans une propriété de Fontainebleau,.
L'ancienne fontaine de François Ier est détruite par Henri IV (« Henry la fit oster parce que, estant au milieu de cette cour, elle incommodait au passage ») pour la remplacer par une nouvelle fontaine, un peu décentrée et surmontée par une statue de Persée.

### Dans le jardin de l'étang
En 1594, Henri IV le nouveau roi de France, fait bâtir sur l'étang aux carpes (bordant au sud la cour de la fontaine), un jardin carré mesurant 34 toises de côté (soit environ 66 m), relié à la cour de la fontaine par un petit pont de bois.
Dans sa description du château de Fontainebleau de 1642, le père Dan insiste sur l'élément le plus remarquable du jardin qui : 

« est une tres-belle, & grande Statuë de marbre blanc, qui
représente Hercule , que le feu Roy ayant trouvée en ce Chasteau y fit dresser, & et lever sur un piedestal. Elle est de Michel Ange, laquelle il fit à Florence dans le Palais de Strozzi, & qui fut apportée en France par le Sieur Jean Baptiste della Palle. »

À cette date, l'emplacement et l'identification de la statue de Michel-Ange ne fait donc aucun doute,. C'est à cet endroit qu'est réalisé le dessin d'Israël Silvestre en 1649. La statue de Michel-Ange est située au centre du jardin. Vers le milieu du XVIIe siècle, quatre autres statues sont ajoutées pour orner les quatre coins du jardin. Un guide de voyage de 1648 signale que « le jardin de l'étang présente un Hercule en marbre blanc » mais cite pas son auteur (ni d'ailleurs le nom des autres artistes des œuvres décrites à Fontainebleau).
En 1667, un inventaire du château fait mention dans un entrepôt d'« un Hercule où il manque le derrière de la teste, une cuisse et une jambe au dessous du genou, dans un entrepôt ». Liliane Chatelet-Lange suppose qu'il s'agit de la statue de Michel-Ange, mais cette hypothèse n'est habituellement pas retenue. L'inventaire montrant cependant qu'en 1667, il existe deux statues d'Hercule en marbre à Fontainebleau, l'une dans un entrepôt, l'autre sur le piédestal au centre du jardin de l'étang.
En 1680, des restaurations sont effectuées sur les cinq statues et en 1682, un plan les montre toujours en place.
Plusieurs gravures du XVIIe siècle montrent la disposition du jardin avec la statue d'Hercule au centre,,,,.
Le dernier témoignage direct est celui d'un inventaire de 1707 qui rapporte une « figure de marbre blanc de six pieds, dix pouces représantant Hercule qui tient dans sa main droite une massüe, ayany la main gauche appuyée sur la hanche et l'épaule et le bras couverte d'une peau de lion dont la chute depuis la main jusqu'aux pieds est de bronze avec le bout d'en bas de la massüe. » On peut noter des ajouts de bronze dans la partie basse de la statue, il peut s'agir de dorures, d'ajouts esthétiques ou de réparation.
En 1708 le Dictionnaire universel, géographique et historique de Thomas Corneille dans son article sur le château de Fontainebleau ne parle de l'étang que pour la grosseur de ses carpes, alors qu'il mentionne un autoportrait de Michel-Ange dans le cabinet du roi.

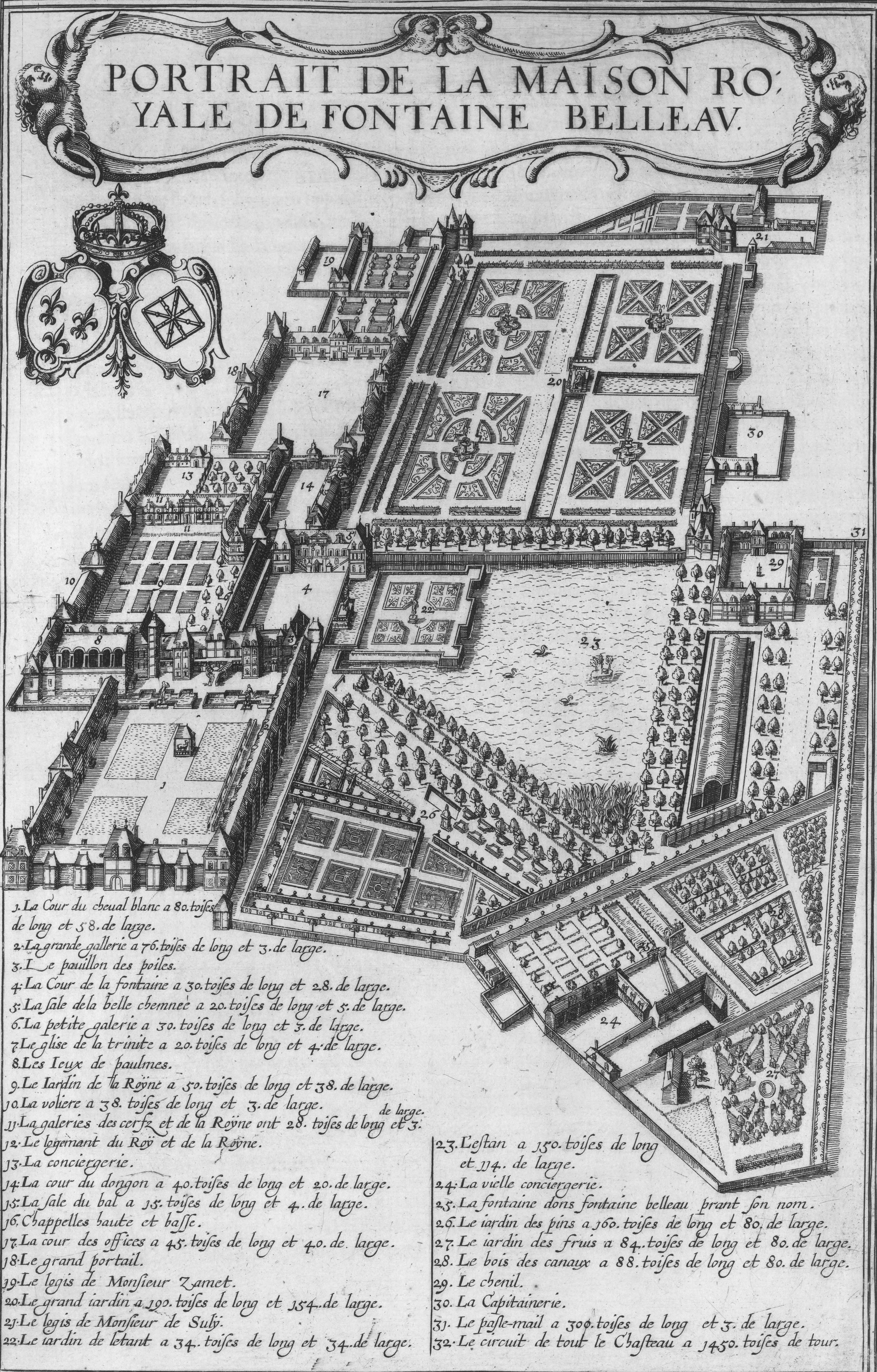
plan du château en 1618, la statue est au centre du jardin
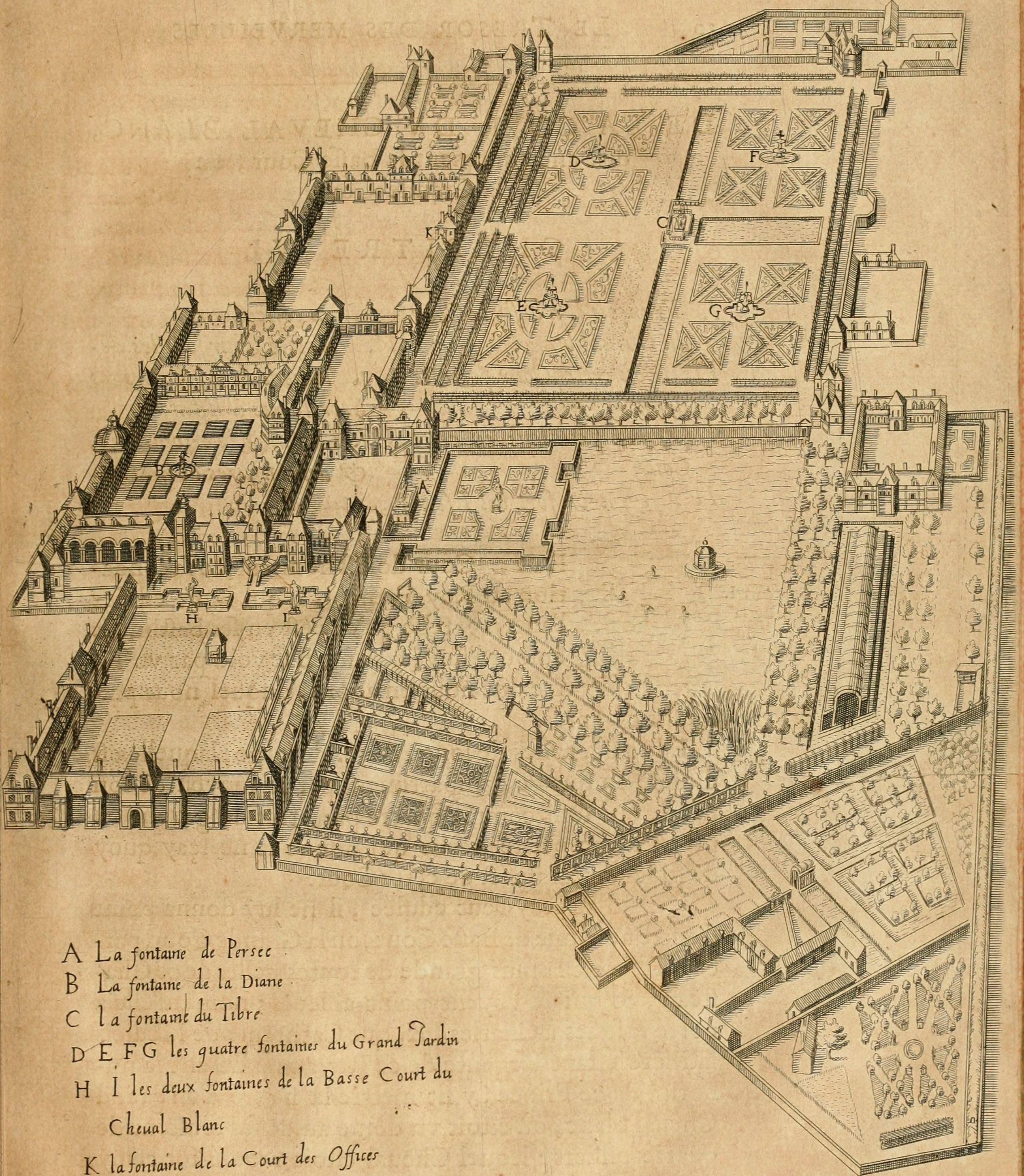
plan du château vers 1642, la statue est au centre du jardin.
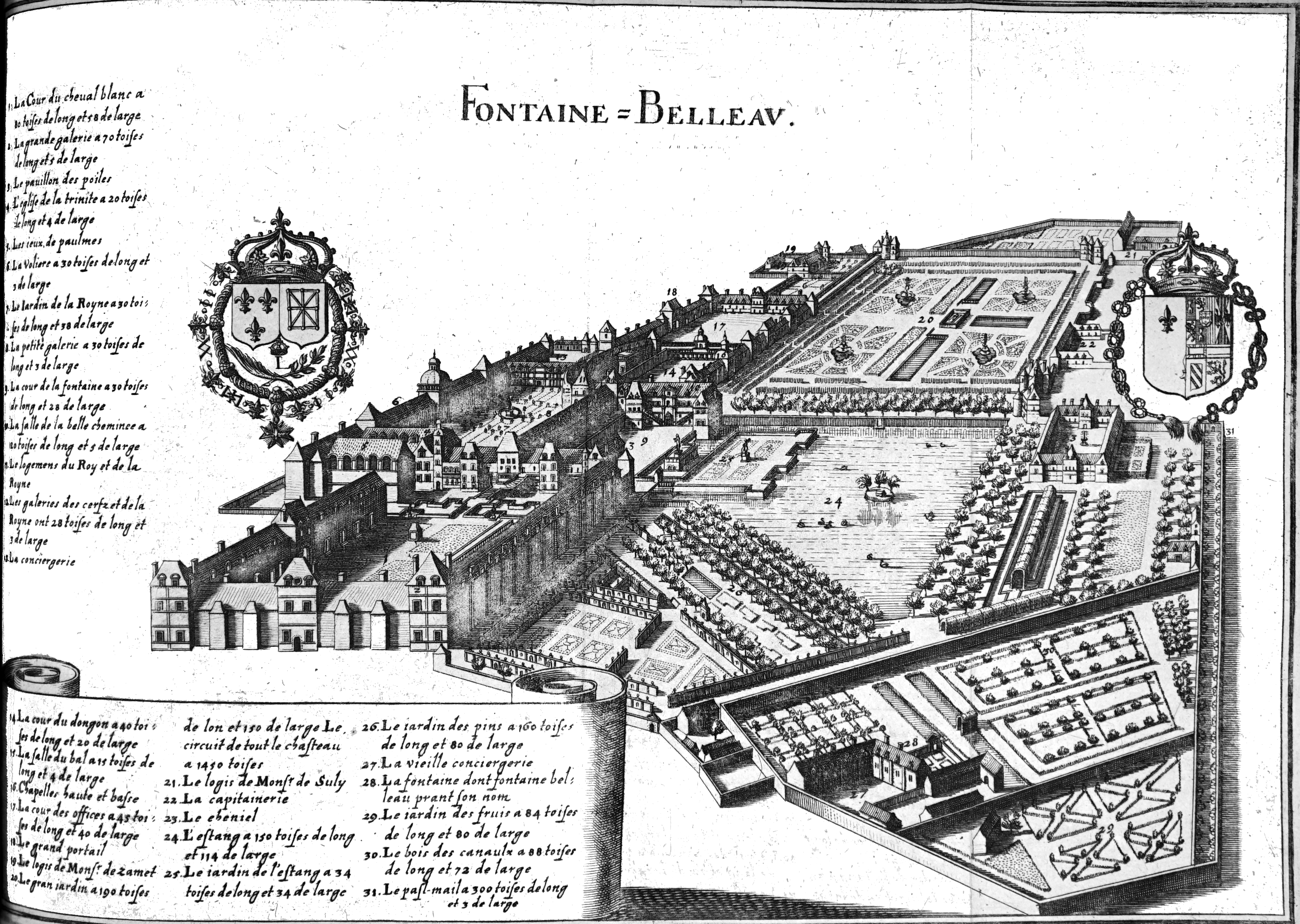
plan du château en 1656, la statue est au centre du jardin.
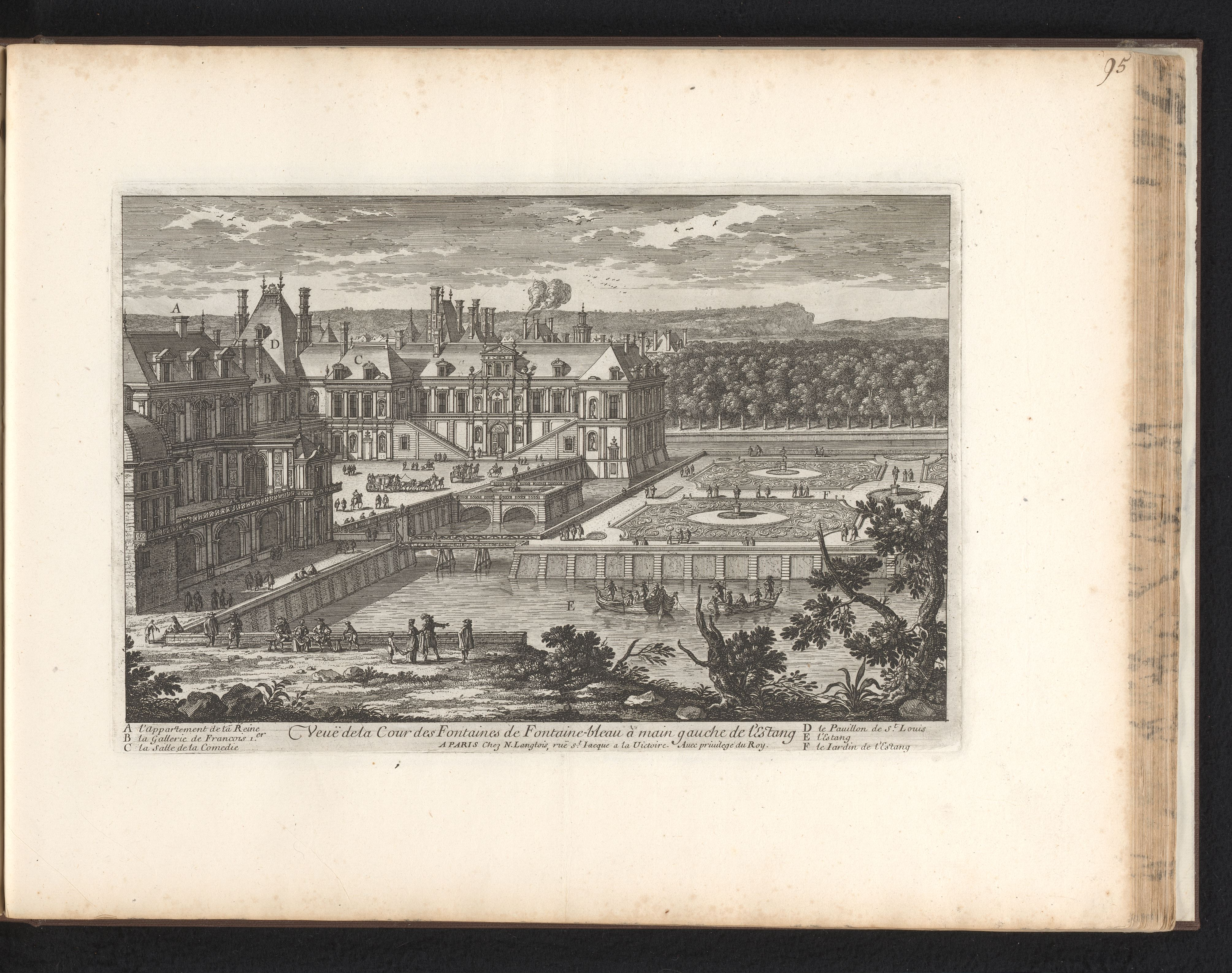
vue du château et du jardin de l'étang par Gabriel Pérelle (1603-1677), la statue est bien visible au centre du jardin.
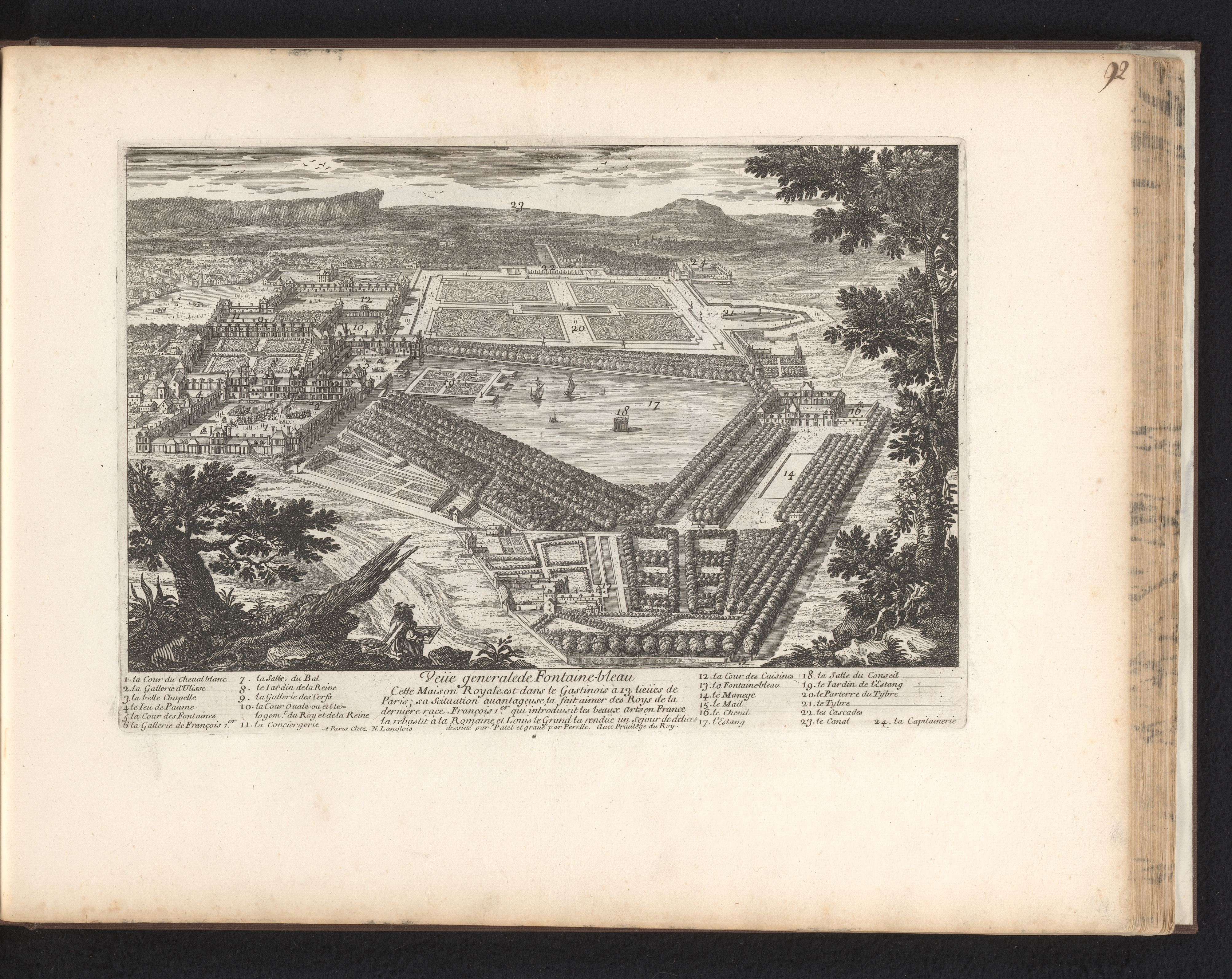
vue du château et du jardin de l'étang par Gabriel Pérelle
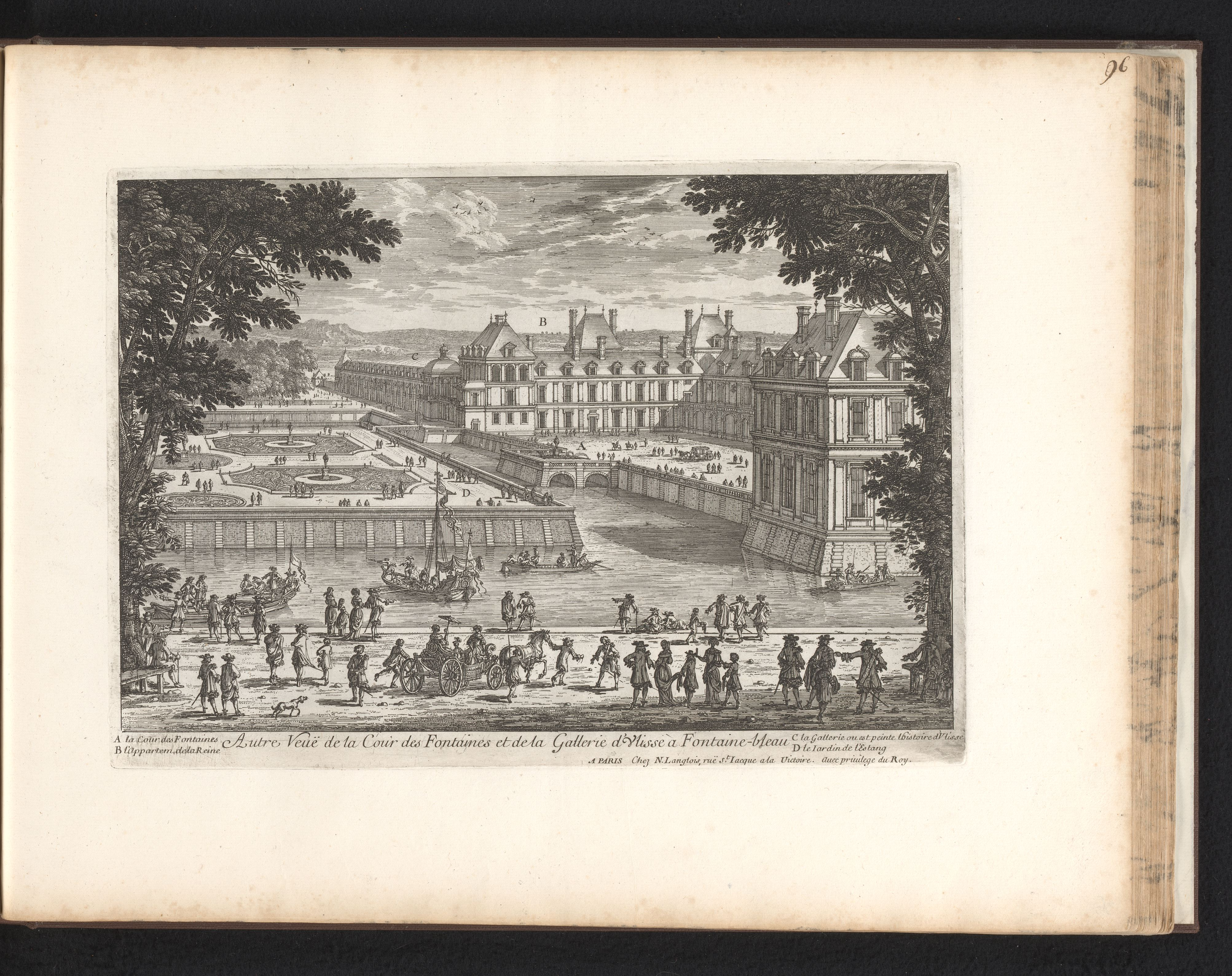
vue du château et du jardin de l'étang par Gabriel Pérelle, la statue est visible à l'extrème-gauche
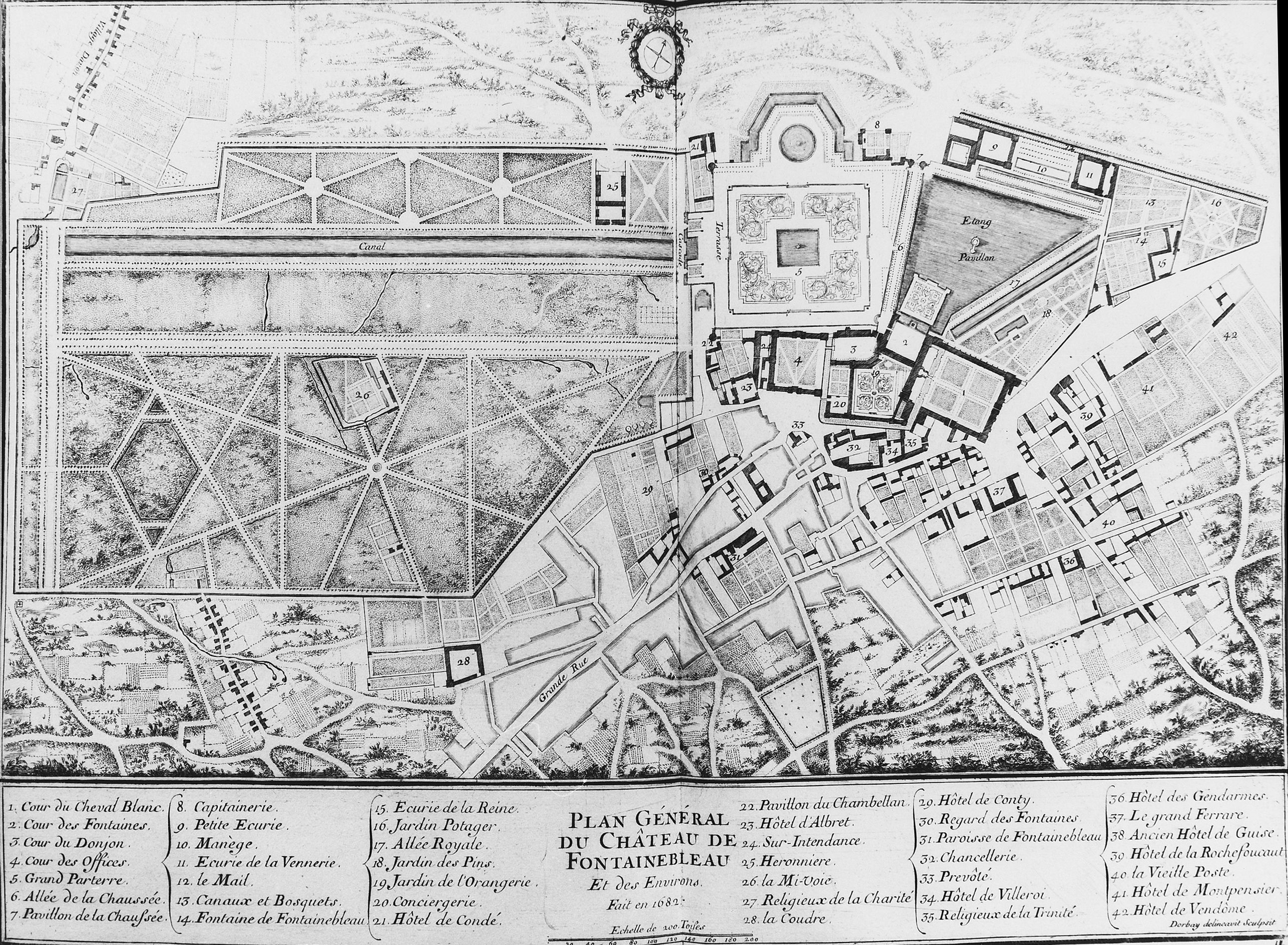
plan du château en 1682 avec le jardin de l'étang.
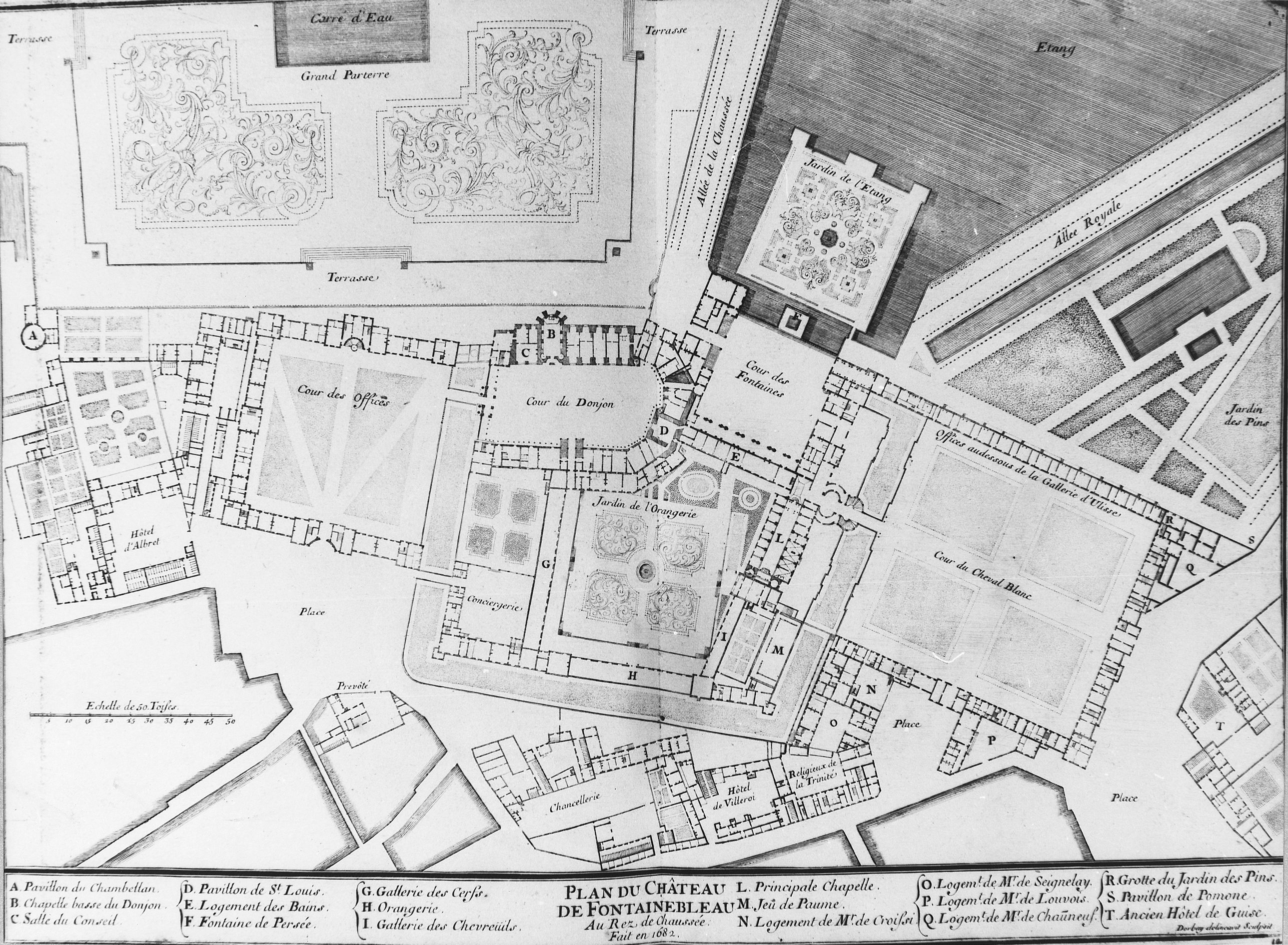
plan du château en 1682, le jardin de l'étang comprend probablement les cinq statues.
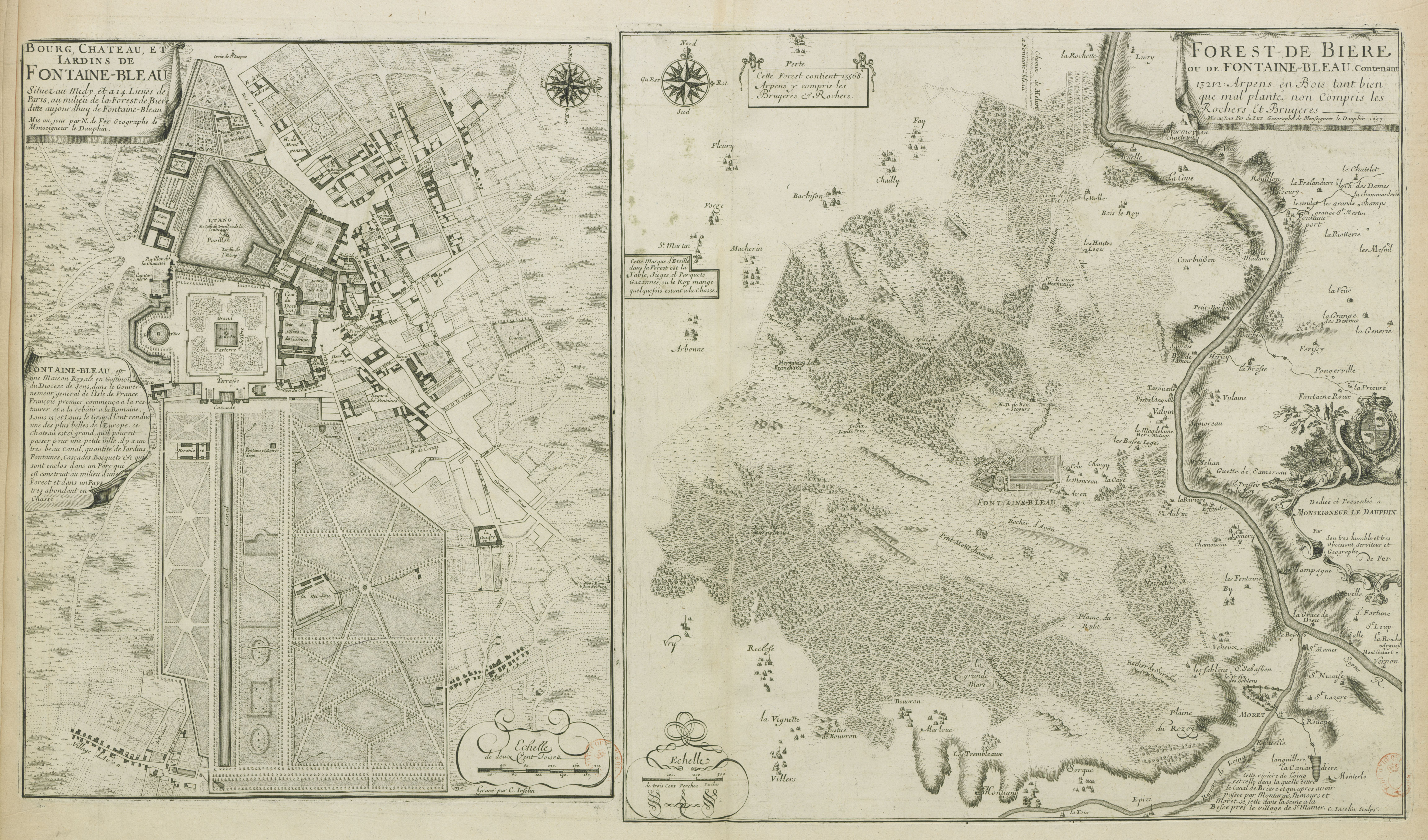
plan du château vers 1695, le jardin de l'étang est encore présent.
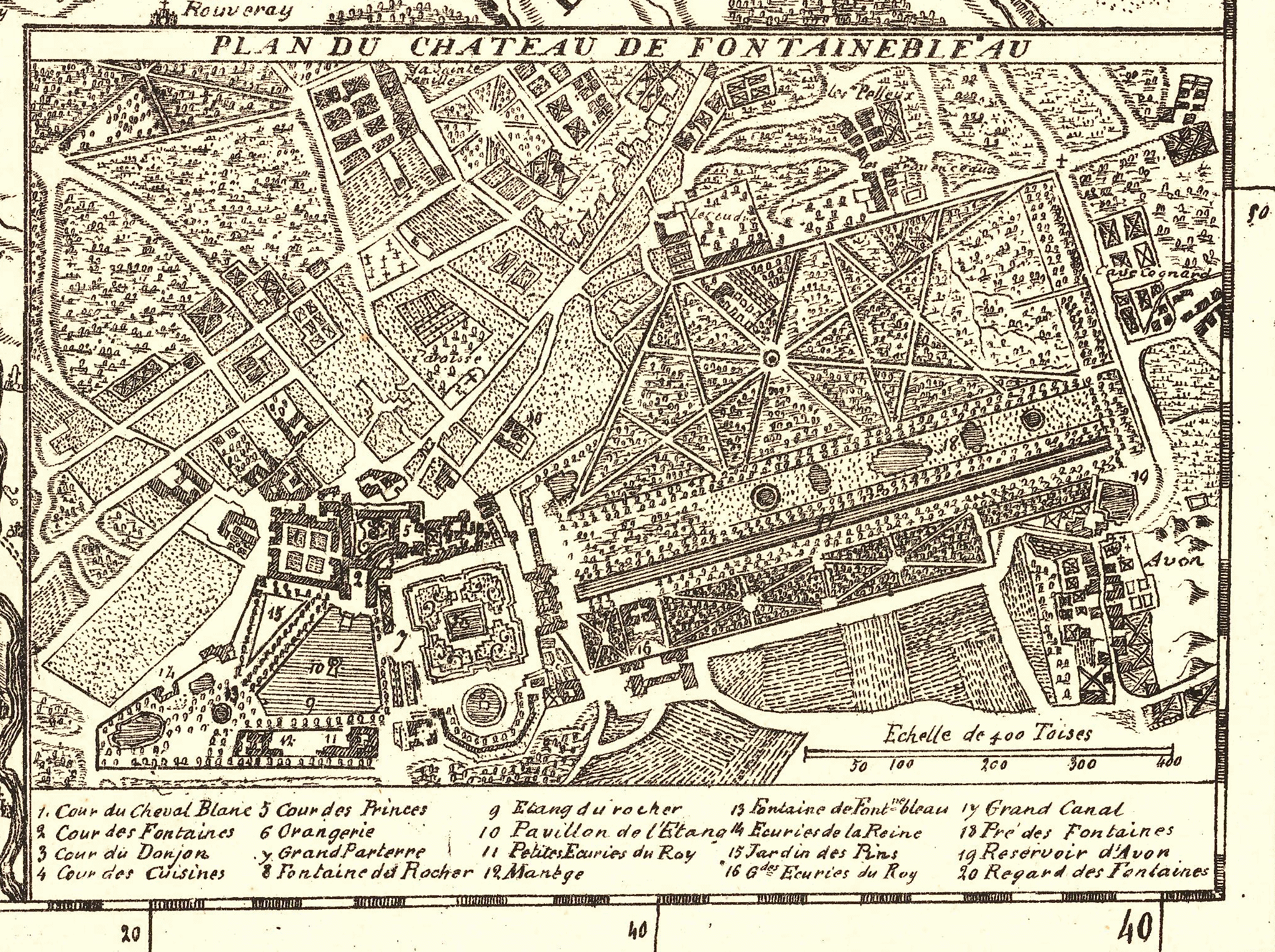
plan du château vers 1741, le jardin de l'étang a disparu.

### Disparition après le jardin de l'étang
Le jardin de l'étang est détruit vers 1713-1714 lors d'une restructuration de la cour de la fontaine,. Après cette date, toute trace de la statue disparait.
En 1731, Pierre Guilbert en parle au passé en insistant sur l'origine prestigieuse (« de la main même de Michel-Ange »).
Léon de Laborde qui publie le registre des comptes royaux rapporte une mention manuscrite écrite dans la marge, qu'il attribue à Jean-François Félibien (v. 1658-1733) : « En regard des lignes 26 et suivantes, se trouve cette note : Cette statue d'Hercules estoit de la main de Michel-Ange. Elle a disparu. Je l'ai vu dans ma jeunesse, elle estoit située au milieu du parterre du jardin de l'estang qui a esté supprimé. ». S'il s'agit bien de Jean-François Félibien, il s'agit d'un témoignage direct. L'auteur de la mention est bien renseigné sur l'auteur de la statue, considérée comme suffisamment remarquable pour être l'objet d'une annotation.
Dans ces deux derniers témoignages, rien ne semble connu de ce qui est advenu à la statue.
En 1737, les fragments de quatre statues provenant du jardin sont inventoriées dans un entrepôt. Il pourrait s'agir des quatre statues des angles du jardin, ce qui semble exclure la statue d'Hercule.

## Destin de la statue
Dès le XIXe siècle, les spécialistes sont surpris de la disparition d'une statue si prestigieuse. Il a été notéé que la disparition du jardin de l'étang survient à une époque de défaveur de l'œuvre de Michel-Ange. On peut par exemple mettre en perspective le sort de l'Hercule avec celui de l'Esclave rebelle et de l'Esclave mourant de Michel-Ange, tous deux acquis par François Ier puis offerts ensuite par le roi Henri II au connétable Anne de Montmorency. Pourtant, une quinzaine d'années plus tard Pierre Guilbert reste impressionné par le nom prestigieux de l'auteur de la statue.
Sa nature en marbre exclut une refonte comme cela pourrait être le cas d'un objet en bronze.
La statue, fragilisée par un siècle et demi d'intempéries a-t-elle été fragilisée, endommagée ou brisée lors de son déplacement ? La statue a-t-elle été remisée en attendant une déplacement ? Puis oubliée dans des réserves et peut-être plus tard subtilisée par un amateur conscient ou non de l'origine ?
Il a été rapporté en 1958, sans plus de détail, que des « éléments de la fontaine elle-même sont restés à Fontainebleau, dans une propriété particulière ». Une redécouverte, comme celle d'une caryatide de la fontaine d'origine reste toujours possible,,.